# Industrieheizkraftwerk Andernach
Das Industrieheizkraftwerk (IHKW) Andernach ist ein auf Ersatzbrennstoff (EBS) basierendes Ersatzbrennstoffkraftwerk zur Müllverbrennung mit zusätzlichen erdgasbefeuerten Verbrennungskesseln zur Abdeckung der Spitzenlast. Die Anlage wird von der EEW Energy from Waste Helmstedt GmbH im niedersächsischen Helmstedt betrieben. Im IHKW Andernach werden jährlich bis zu 140.000 Tonnen Ersatzbrennstoffe, sowie bis zu 8.000 Tonnen Altwalzöle und maximal 7.500 Tonnen Klärschlamm aus der Produktion von ThyssenKrupp Rasselstein verbrannt.
Das Kraftwerk mit 60 MW Feuerungsleistung versorgt ganzjährig und ausschließlich das Weißblechwerk der ThyssenKrupp Rasselstein GmbH in Andernach mit Elektrizität (12,5 MW) und Prozeßwärme.
Jede Woche werden mehrere Tausend Tonnen EBS in das IHKW Andernach transportiert und dort im EBS-Bunker eingelagert. Damit keine Gerüche nach außen dringen können, herrscht im EBS-Bunker ständig ein leichter Unterdruck. Im weiteren Verarbeitungsprozess gelangt das vorbereitete EBS über den Aufgabetrichter auf den Verbrennungsrost. Das Feuer hat eine Temperatur von mehr als 1.000 °C. Mit dieser Wärmeenergie werden in den Verdampfungsrohren des EBS-Kessels stündlich rund 65 Tonnen Dampf erzeugt. Dieser gelangt zur Dampfturbine mit nachgeschaltetem Generator. Dort treibt der Dampf mit einem Druck von 68 bar und einer Temperatur von maximal 523 °C die Turbine an. Die so gewonnene elektrische Energie wird in das Netz der ThyssenKrupp Rasselstein GmbH eingespeist.
Der Betrieb des IHKW Andernach, dessen Kamin eine Höhe von 60 Metern hat, ersetzt pro Jahr rund 46 Millionen Liter Heizöl für die Energieproduktion.

## Belege
1. 1 2 3  Industrieheizkraftwerk (IHKW) Andernach. auf eew-energyfromwaste.com
2. ↑  Industrieheizkraftwerk (IHKW) in Andernach, auf p-s-p.de
3. ↑  Kraftwerksliste zum Szenariorahmen 2019–2030 (Memento des Originals vom 11. Juni 2021 im Internet Archive)  Info: Der Archivlink wurde automatisch eingesetzt und noch nicht geprüft. Bitte prüfe Original- und Archivlink gemäß Anleitung und entferne dann diesen Hinweis., auf netzausbau.de